# Sicyopus sasali
Sicyopus sasali är en fiskart som beskrevs av Keith och Marquet 2005. Sicyopus sasali ingår i släktet Sicyopus och familjen smörbultsfiskar. Inga underarter finns listade i Catalogue of Life.